# باشگاه فوتبال سایرون‌سستر تاون
باشگاه فوتبال سایرون‌سستر تاون (به انگلیسی: Cirencester Town Football Club) یک باشگاه فوتبال در شهر سایرون‌سستر، کشور انگلستان است که در سال ۱۸۸۹ میلادی تأسیس شده‌است.